# Konojady (gromada)
Konojady – dawna gromada, czyli najmniejsza jednostka podziału terytorialnego Polskiej Rzeczypospolitej Ludowej w latach 1954–1972.
Gromady, z gromadzkimi radami narodowymi (GRN) jako organami władzy najniższego stopnia na wsi, funkcjonowały od reformy reorganizującej administrację wiejską przeprowadzonej jesienią 1954 do momentu ich zniesienia z dniem 1 stycznia 1973, tym samym wypierając organizację gminną w latach 1954–1972.
Gromadę Konojady z siedzibą GRN w Konojadach utworzono – jako jedną z 8759 gromad na obszarze Polski – w powiecie brodnickim w woj. bydgoskim, na mocy uchwały nr 24/2 WRN w Bydgoszczy z dnia 5 października 1954. W skład jednostki weszły obszary dotychczasowych gromad Konojady, Lembarg (bez jeziora Wądzyń) i Górale (bez wsi wieś Gorzechówko), ponadto parcele dotychczasowej gromady Buk Góralski o ogólnym obszarze 24,07,50 ha oraz części drogi (oznaczona parcelą 172) o obszarze 0,23 ha ze zniesionej gminy Jabłonowo II, a także przysiółek Górale Leśne z dotychczasowej gromady Zbiczno ze zniesionej gminy Zbiczno w tymże powiecie. Dla gromady ustalono 25 członków gromadzkiej rady narodowej.
1 stycznia 1972 gromadę Konojady połączono z gromadą Jabłonowo Zamek, tworząc z ich obszarów gromadę Jabłonowo Zamek z siedzibą Gromadzkiej Rady Narodowej w Jabłonowie w tymże powiecie (de facto gromadę Konojady zniesiono, włączając jej obszar do gromady Jabłonowo Zamek).